# Melgaço (Portugal)
Pour les articles homonymes, voir Melgaço.
Melgaço est une municipalité (en portugais : concelho ou município) du Portugal, située dans le district de Viana do Castelo et la région Nord. Son territoire se situe le long de la Frontière entre l'Espagne et le Portugal (La Raya en Espagnol, A Raia en Portugais).

## Géographie

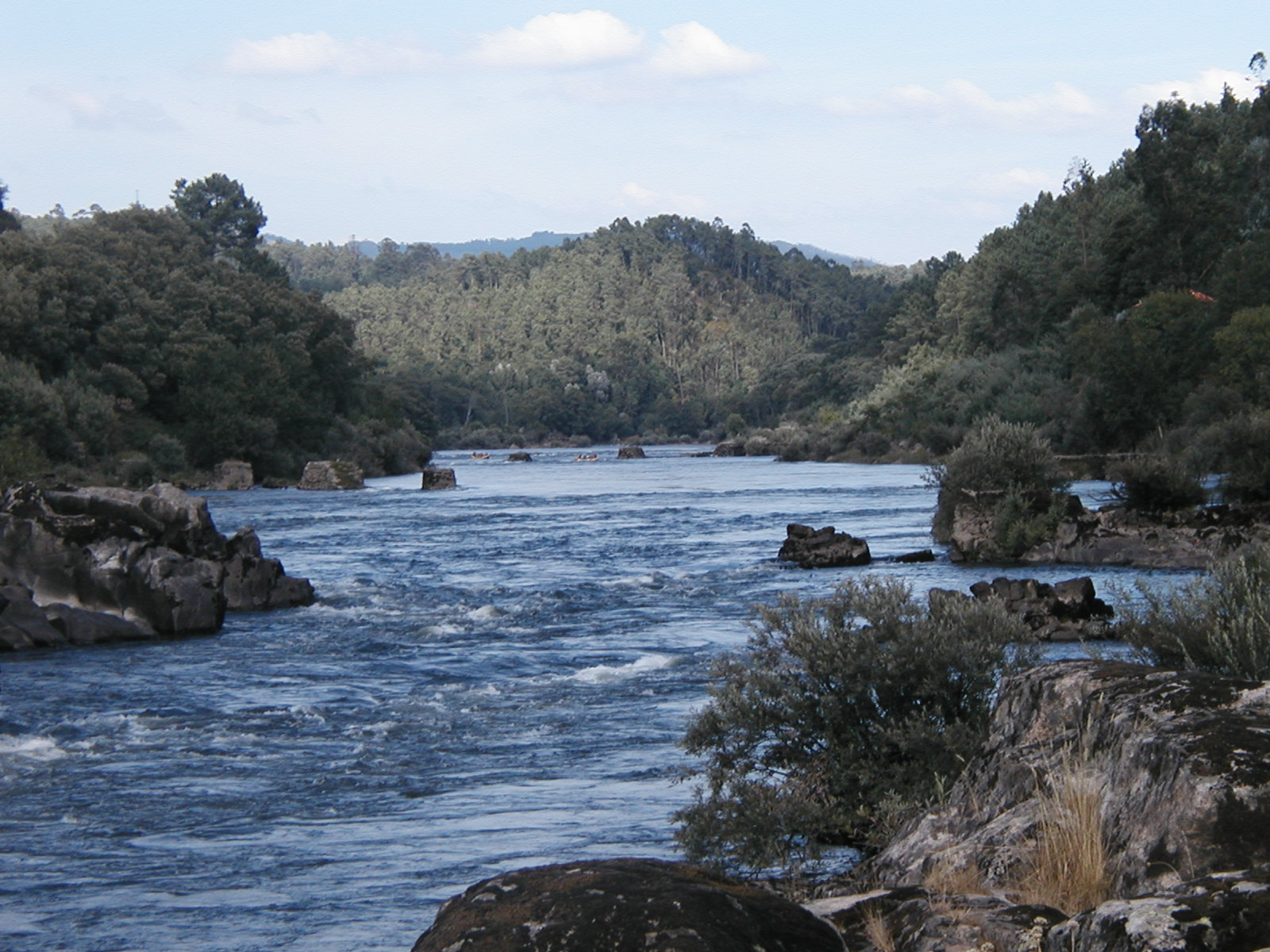
Vue du rio Minho depuis Melgaço

Melgaço est la municipalité la plus septentrionale du Portugal, située le long de la rive gauche du rio Minho et s’étendant jusqu'à la Serra da Peneda et la Serra do Soajo. elle est limitrophe :
- au nord et à l'est, de l'Espagne (Galice),
- au sud-ouest, d'Arcos de Valdevez,
- à l'ouest, de Monção.

Elle possède trois frontières la reliant à la région espagnole de Galice:
- São Gregorio dans la paroisse de Cristoval située à 9 km.
- Ameijoeira dans la paroisse de Castro Laboreiro.
- São Marcos, dans la paroisse de Paderne, où le Pont International la relie à la population galicienne de Arbo.

Le point culminant de la municipalité se situe au Giestoso, la 4e montagne la plus élevée du district de Viana do Castelo, fort de ses 1 335 mètres d'altitude, dans la paroisse de Castro Laboreiro.

## Histoire
Selon la tradition, le château de Melgaço aurait été construit sous le règne du roi Afonso Henriques, autour de 1170.
Melgaço a été érigée en municipalité entre 1183 et 1185. Celle-ci fut confirmée par la charte du roi Alphonse II en 1219.

## Climat
Les températures :
Le climat peut être qualifié d'océanique tempéré, avec une température annuelle moyenne de 14,4 °C. Les valeurs des températures moyennes varient avec régularité tout au long de l'année, atteignant leur maximum en juillet (22,2 °C) et leur minimum en janvier (8,81 °C).
L'amplitude de la variation annuelle des températures peut être considéré comme modérée (13,39 °C). Il en va de même pour l'amplitude des températures extrêmes (24,15 °C), c'est-à-dire la différence entre la moyenne des températures les plus chaudes (28,9 °C) et la moyenne des températures les plus froides (4,75 °C)
Dans cette région, l'été comme l'hiver, les températures sont modérées, avec des températures moyennes en juillet et août inférieures à 22 °C et une moyenne des températures du mois le plus froid aux alentours de 10 °C.
Les précipitations :
Les principales précipitations ont lieu en automne-hiver, entre octobre et mars, période qui concentre près de 74 % de la totalité. Les mois les moins pluvieux sont juillet et août, où il ne pleut pratiquement pas.
Les valeurs mensuelles moyennes des précipitations varient de façon régulière tout au long de l'année, pour atteindre leur maximum en décembre et leur minimum en juillet, avec, respectivement, des taux de 312 mm et 37 mm.

## Démographie
| 1801  | 1849  | 1864   | 1878   | 1900   | 1911   | 1920   | 1930   | 1940   |
| ----- | ----- | ------ | ------ | ------ | ------ | ------ | ------ | ------ |
| 5 141 | 7 960 | 14 625 | 15 829 | 15 558 | 16 312 | 15 421 | 15 759 | 17 689 |

| 1950   | 1960   | 1970   | 1981   | 1991   | 2001  | 2004  | 2011  | - |
| ------ | ------ | ------ | ------ | ------ | ----- | ----- | ----- | - |
| 17 798 | 18 211 | 15 805 | 13 246 | 11 018 | 9 996 | 9 739 | 9 213 | - |

|               | 1900  | 1911  | 1920  | 1930  | 1940  | 1950  | 1960  | 1970  | 1981  | 1991  | 2001  | 2011  |
| ------------- | ----- | ----- | ----- | ----- | ----- | ----- | ----- | ----- | ----- | ----- | ----- | ----- |
| 0-14 ans      | 4 398 | 5 015 | 4 516 | 5 201 | 5 628 | 5 203 | 5 064 | 4 380 | 3 255 | 1 741 | 1 028 | 821   |
| 15-24 ans     | 2 468 | 2 515 | 2 585 | 2 619 | 2 762 | 3 093 | 2 981 | 2 080 | 2 097 | 1 452 | 1 113 | 766   |
| 25-64 ans     | 6 790 | 7 319 | 6 743 | 6 962 | 7 524 | 7 638 | 8 561 | 7 220 | 5 664 | 5 284 | 4 818 | 4 250 |
| = ou > 65 ans | 1 187 | 1 286 | 1 156 | 1 185 | 1 406 | 1 542 | 1 605 | 2 125 | 2 230 | 2 541 | 3 037 | 3 376 |
| Âge inconnu   | 113   | 45    | 77    | 26    | 68    |       |       |       |       |       |       |       |

Résidant un territoire frontalier, très influencé par la proximité avec l'Espagne et limité par le Minho, les villages de Melgaço ont connu un dépeuplement très marqué, notamment dans les décennies 1960 et 1970, avec pour principal pays de destination la France, la Suisse, le Luxembourg, le Brésil, le Canada, les États-Unis et l'Australie. Afin de préserver l'histoire de la municipalité ont été créés l'Espace Mémoire et Frontière (pt) et le Festival International de Documentaires de Melgaço, initialement appelé Films de l'Homme, avec un accent mis sur les questions sociales, individuelles et culturelles en liens avec l'identité, la mémoire et la frontière, organisé par la municipalité et l'association AO NORTE, avec l'appui du Musée du cinéma de Melgaço et de plusieurs universités ou centres d'études sur les migrations nationales et internationales.

## Subdivisions
La municipalité de Melgaço regroupe 18 anciennes paroisses (freguesia, en portugais) :
- Alvaredo
- Castro Laboreiro
- Chaviães
- Cousso
- Cristoval
- Cubalhão
- Fiães
- Gave
- Lamas de Mouro
- Paços
- Paderne
- Parada do Monte
- Penso
- Prado
- Remoães
- Roussas
- São Paio
- Vila

Après la réorganisation administrative de 2013, les freguesias de Castro Laboreiro et Lamas de Mouro ont fusionné, afin de créer la paroisse de Castro Laboreiro e Lamas de Mouro, de même que celles de Parada do Monte et Cubalhão, Chaviães et Paços, Prado et Remoães, et enfin Vila et Roussas, réduisant ainsi le nombre de parroisses à 13.

Paroisses de la municipalité de Melgaço

## Culture
Le patrimoine culturel de Melgaço inclut de nombreuses traditions et légendes portant sur des sorcières, des esprits fantastiques (Moura encantada) et des princesses suèves. Il inclut également des héroïnes de la région du Minho (comme la Lenda da Inês Negra) ou encore des contes et récits de créatures fantastiques ou possédant des pouvoirs magiques, similaires aux sculptures de monstres et dragons trouvés au Monte de Prado par le Professeur Paulo de Souza Pinto, aux figures très proches à celles des proues des navires vikings qui pénétraient régulièrement le territoire. Cette culture populaire fut de transmission orale de génération en génération, actuellement en déclin. Depuis 2017, la population ravive le souvenir de ces légendes, avec les célébrations d'Halloween (Noite dos Medos). Certaines légendes ont davantage trait aux relations avec l'Espagne voisine, comme la Légende d'Inês Negra ou la Légende de Frei João da Cruz. 

La région montagneuse, notamment de Castro Laboreiro, possède un caractère humain et culturel unique, d'origine celte, aux us et coutumes propres, où se distingue notamment la culture locale de la transhumance, unique dans le pays de par ses villages d'étés et d'hiver (brandas e inverneiras), son dialecte et les coutumes vestimentaires locales (traje castrejo). Il existe encore dans cette paroisse de Castro Laboreiro une race autochtone de chiens, de type molossoïde, servant aux bergers pour protéger leurs troupeaux, appelé le Chien de Castro Laboreiro, ou "boca negra" (littéralement bouche noire"). C'est l'une des plus anciennes races de la Péninsule Ibérique.
Dans certaines localités de la municipalité, le dialecte, d'origine galaïco-portugais archaïque, est caractérisé par des voyeles plus accentuées, une substitution de la diphtongue "ão" par "om" ou "an", ou encore marquer un "t" avant le "ch".

## Sports et loisirs
Melgaço est devenu une destination reconnue de tourisme naturel, grâce aux caractéristiques géographiques et géologiques données par sa position particulière au nord du Portugal, et notamment après la création de l’École Supérieure de Sport et Lazer, issue de l'Institut Polytechnique de Viana do Castelo (pt); ainsi que du complexe sportif moderne et bien équipé présent dans la paroisse de Prado (Centro de Estagios).
Se revendiquant "la destination la plus radicale du pays", la municipalité permet la pratique de sports extrêmes tout au long de l'année, notamment le rafting. Au-delà des sports aquatiques plus communs comme le canoë-kayak ou le canyonisme, la municipalité met en valeur ses chemins au travers de ses différents paysages pour la pratique du sport, en ayant été le lieu de plusieurs compétitions nationales et régionales de contre-la-montre, de vélo tout terrain, drift, cyclo-cross, trail (course à pied) ou encore de randonnée pédestre.
Des plus récents chemins aménagés le long du Minho aux routes de montagnes jusqu'au plateau de Castro Laboreiro qui dépasse les 1 300 mètres d'altitude et où il est possible de visiter l'une des plus grandes nécropoles mégalithiques de la Péninsule, le territoire présente une forte diversité d'activités, avec le souci d'alerter à la préservation de la vie animale, comme celle du loup ibérique et autres espèces autochtones en voie de disparition, réimplantées dans le territoire du parc national de Peneda-Gerês.
Concernant le Lazer, le territoire comprend le parc thermal du Peso (pt), connu pour ses eaux curatives et traitements thérapeutiques, au sein d'un complexe plus large incluant un Centre Hippique, les Piscines Municipales couvertes ou le Club de Saude du Centro de Estagios, qui dispose de gymnases, spa, sauna et bains, piscine extérieure, terrains de tennis, minigolf, futsal, volley-ball ou basket-ball.
Dans l'histoire sportive locale, et malgré une baisse d'activité sur ces dernières années, on peut trouver le jogo do pau. Le premier président de la fédération portugaise de cet art martial européen, Pedro M. R. Ferreira, était originaire de Melgaço. De nos jours, il existe le club de football local (le Sport Clube Melgacence), ayant plus de 60 ans d'existence, et plus récemment des accords ont été passés avec la Fédération portugaise de handball pour développer ce sport dans la région.

## Économie

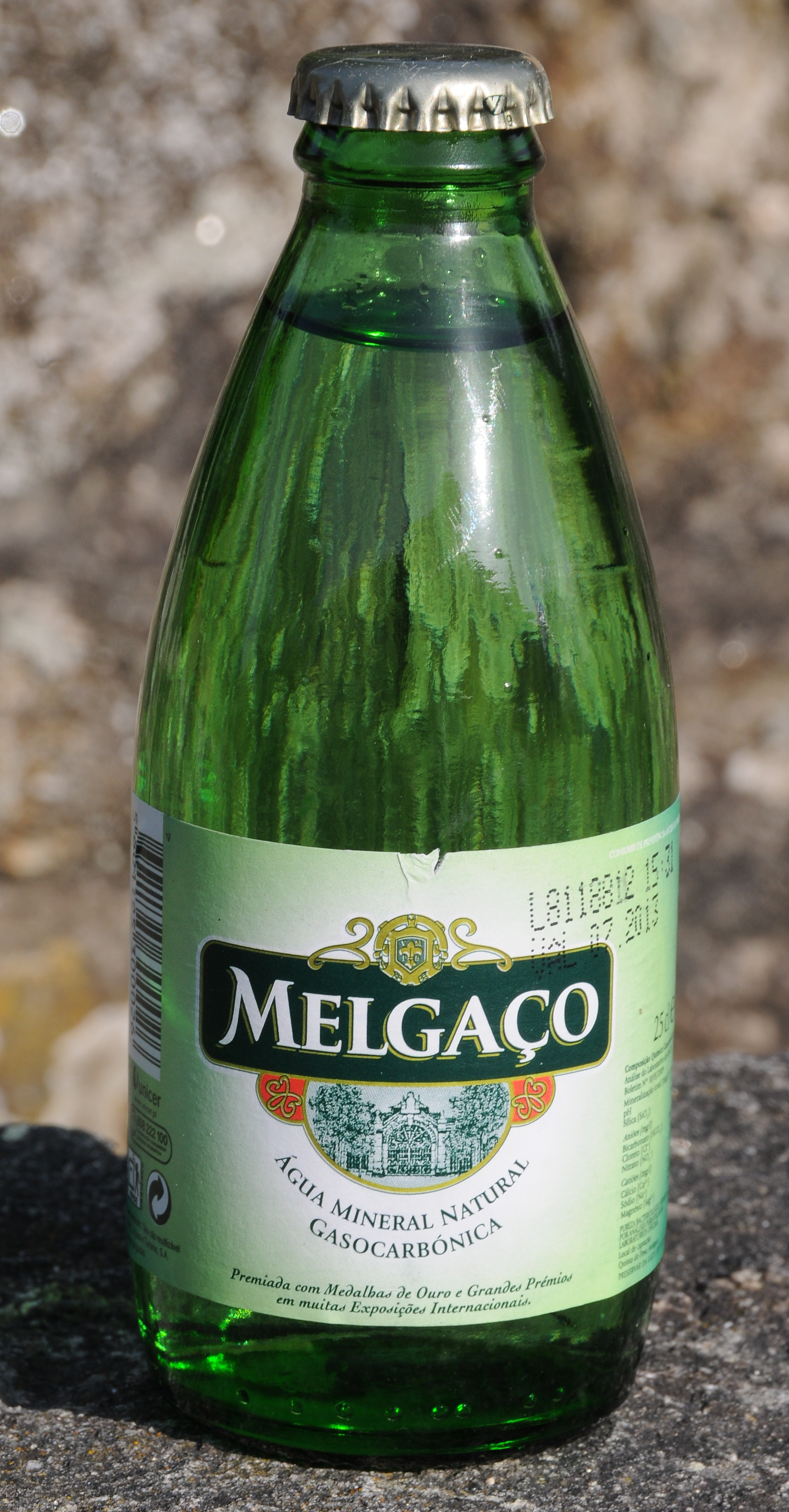
Bouteille d'eau de Melgaço

Au sein des activités économiques de Melgaço ressort la production viticole (notamment au travers du vin Alvarinho et mousseux) et de fumeiro. il existe près de 30 producteurs de vins dans la municipalité qui versent au marché du vin une quantité moyenne de 150 000 bouteilles de mousseux par an. Le espumante de Melgaço est un vin fin, à la mousse crémeuse, et élaboré à partir du cépage Alvarinho mais aussi à partir de versions du vin rosé ou rouge. En raison du microclimat unique, le cépage blanc de l'espèce Vitis vinifera est un des ex-libris de la municipalité. Deux des évènements annuels majeurs du territoire consistent la promotion de ces produits, avec la Fête de l'Alvarinho et du Fumeiro, organisée depuis 1994, et la Fête du Mousseux de Melgaço.
Au-delà des vins, depuis 1884, la municipalité connait l'exploitation d'eau minérale. Depuis 1920, Vidago, Melgaço & Pedras Salgadas, S.A (pt) et plus récemment Super Bock Group (pt) font partie des entreprises présentes sur le territoire. L'eau de Melgaço est la dernière eau minérale gazeuse embouteillée telle qu'elle est captée, étant très riche en fer.

## Monuments et lieux de visite

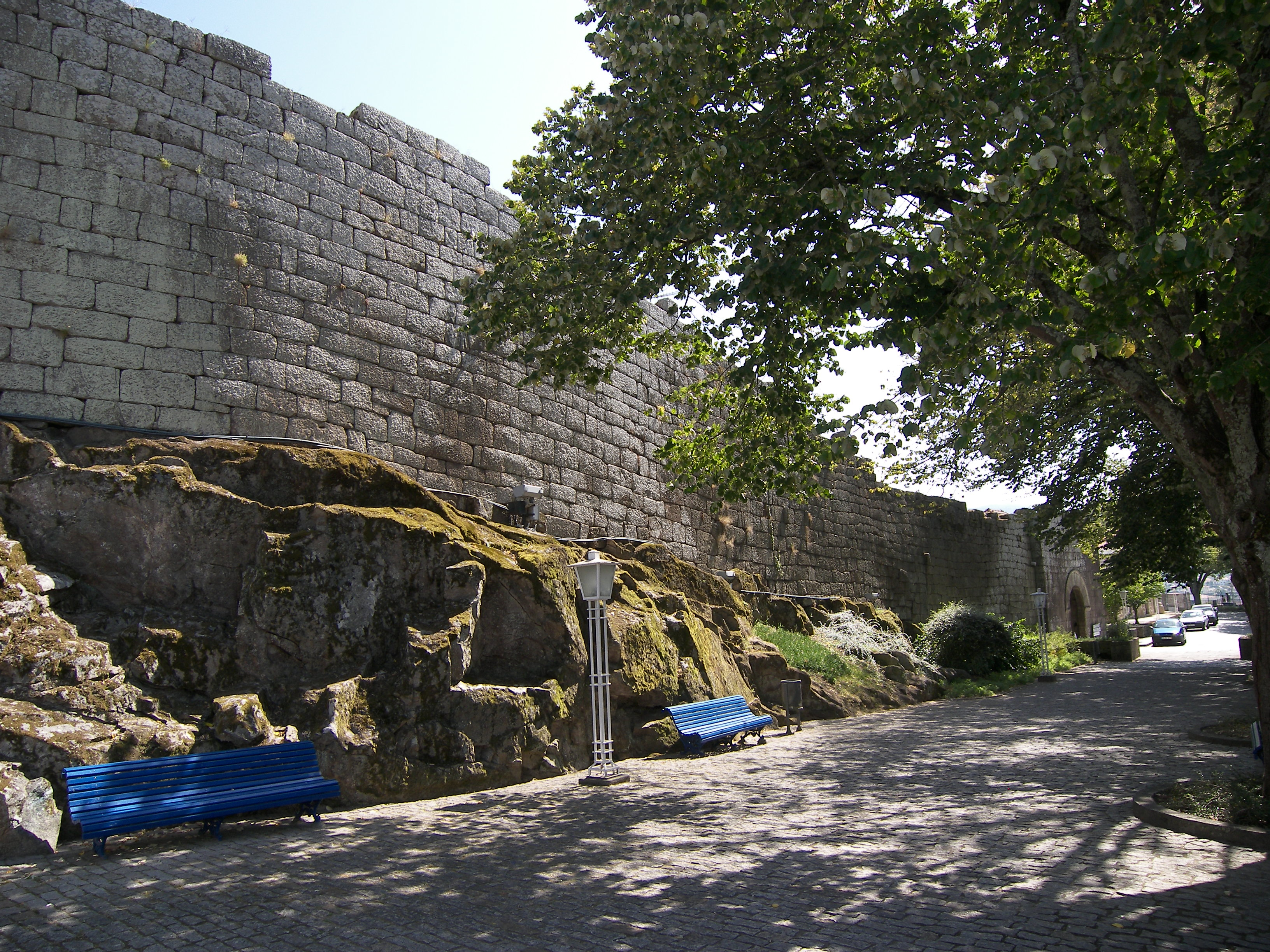
Muralhas de Melgaço

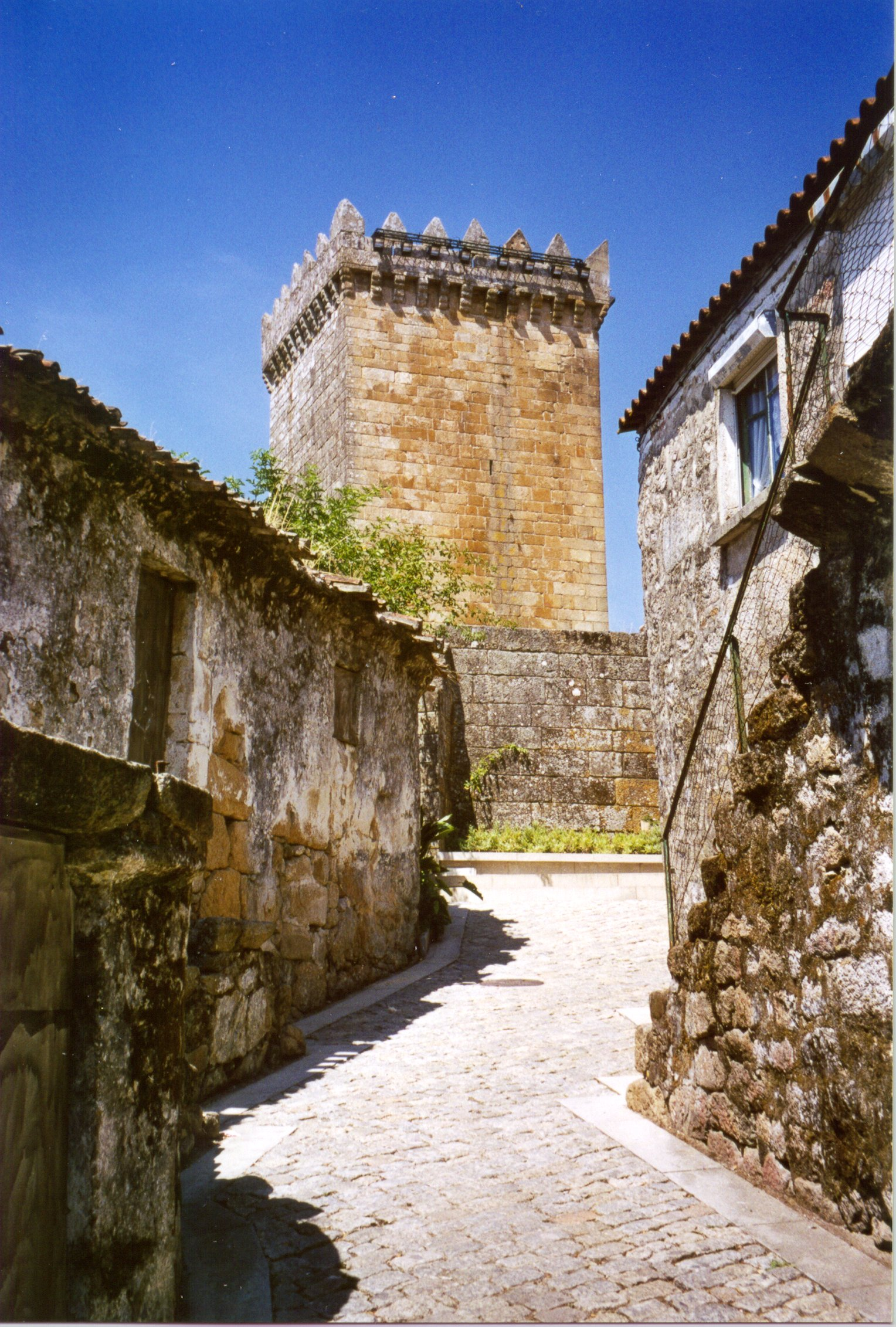
Torre de Menagem

- Château de Melgaço, sa tour de Menagem (torre de Menagem) et ses murailles (muralhas).
- Pont romain de Cava da Velha
- Parc National de Peneda-Gerês 
 Le Parc National de Peneda-Gerês (PNPG), créé en 1971, est situé dans la région Nord du Portugal (Minho-Lima, Cávado, Alto Trás-os-Montes) sur une superficie de 70 290 hectares. 
 Le PNPG est le seul territoire portugais possédant le statut de Parc National, le niveau le plus élevé des qualifications des espaces protégés.
- La route des vins Alvarinho.
- Musée du cinéma de Melgaço
- Château de Castro Laboreiro
- Parc thermal du Peso
- Espaço Memoria e Fronteira